# Gravitační potenciál
Gravitační potenciál je skalární fyzikální veličina, která vyčísluje potenciální energii tělesa o jednotkové hmotnosti (v jednotkách SI 1 kg) v gravitačním poli ostatních těles. Za místo s nulovým potenciálem se obvykle bere nekonečně vzdálený bod. Hodnota gravitačního potenciálu je proto záporná.
Protože gravitační potenciál vyjadřuje měrnou energii, je jeho jednotkou v soustavě SI joule na kilogram (J/kg).
Gradientem gravitačního potenciálu je gravitační zrychlení.

## Značení
- Symbol veličiny: {\displaystyle \phi (r)}
- Jednotka SI: J kg−1

## Gravitační potenciál hmotného bodu a kulově souměrného tělesa

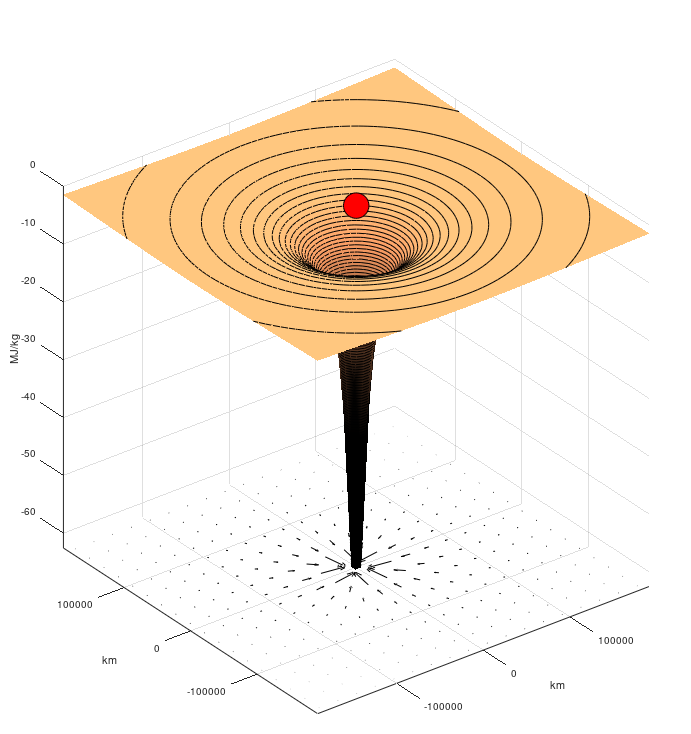
Gravitační potenciál.

Gravitační potenciál hmotného bodu je v newtonovské fyzice vyjádřen vzorcem
{\displaystyle \phi (r)=-{\frac {GM}{r}},}
- {\displaystyle G} je gravitační konstanta (někdy označována také {\displaystyle \kappa })
- {\displaystyle M} je hmotnost hmotného bodu
- {\displaystyle r} je vzdálenost od hmotného bodu

Stejný vzorec platí (přesně) i pro gravitační potenciál vně sféricky symetrického tělesa (nad jeho povrchem), r pak vyjadřuje vzdálenost od středu takového tělesa. Proto lze například v astronomii nahradit ve výpočtech kosmická tělesa hmotnými body.
Gravitační potenciál sféricky symetrické kulové slupky je v dutině této slupky všude stejný. Gravitační zrychlení a tedy i tíha, způsobené touto slupkou, jsou proto uvnitř nulové. To umožňuje spočítat gravitační potenciál pod povrchem planet: pro výpočet se zahrne jen hmota planety, mající větší hloubku, než místo, pro nějž se potenciál počítá (Přesně to však platí pouze tehdy, je-li v dané hloubce hustota všude stejná).
Rychlost tělesa na kruhové dráze je v tomto potenciálu rovna Keplerovské rychlosti
{\displaystyle v_{k}={\sqrt {\frac {GM}{r}}},}
Úniková rychlost je
{\displaystyle v_{esc}={\sqrt {\frac {2GM}{r}}}={\sqrt {2}}\ v_{k}.}

## Plummerův potenciál
Protože se hmotný bod špatně integruje, je nutné ho šikovně "rozmazat". Jedním ze způsobů, jak to udělat, je použít Plummerovu sféru, jejíž potenciál je
{\displaystyle \phi _{P}(r)=-{\frac {GM}{\sqrt {r^{2}+b^{2}}}},}
kde {\displaystyle b} je parametr.
Z Poissonovy rovnice pak odvodíme funkční závislost hustoty {\displaystyle \rho } na poloměru {\displaystyle r}.
{\displaystyle \rho _{P}(r)={\frac {3M}{4\pi b^{3}}}\left(1+{\frac {r^{2}}{b^{2}}}\right)^{-5/2}}
Přičemž tato hustota jde do nekonečna, ale nediverguje.

## Kuzminův potenciál
Analogie Plummerovy sféry ve válcových souřadnicích (opět "rozmazáváme" potenciál hmotného bodu).
{\displaystyle \phi _{K}(R,z)=-{\frac {GM}{\sqrt {R^{2}+\left(a+|z|\right)^{2}}}},}
- {\displaystyle R} je vzdálenost v rovině xy
- {\displaystyle a} je parametr
- {\displaystyle |z|} je absolutní hodnota vzdálenosti ve směru osy z.

Poissonova rovnice ve válcových souřadnicích vede na povrchovou hustotu
{\displaystyle \Sigma _{K}(R)={\frac {aM}{2\pi \left(R^{2}+a^{2}\right)^{3/2}}}.}

## Miyamoto−Nagai potenciál
Toto je zobecnění všech předchozích potenciálů.
{\displaystyle \phi _{MN}(R,z)=-{\frac {GM}{\sqrt {R^{2}+\left(a+{\sqrt {z^{2}+b^{2}}}\right)^{2}}}}.}
Pokud
- {\displaystyle a=0} a {\displaystyle b=0} ... přechází v potenciál hmotného bodu, neboť {\displaystyle r={\sqrt {R^{2}+z^{2}}}}
- {\displaystyle a=0} a {\displaystyle b\neq 0} ... přechází v Plummerův potenciál
- {\displaystyle a\neq 0} a {\displaystyle b=0} ... přechází v Kuzminův potenciál, neboť {\displaystyle |z|={\sqrt {z^{2}}}}.

Tedy pokud je {\displaystyle b\ll a}, odpovídá to přibližně rozložení potenciálu disku s centrální výdutí (např. galaxie), pokud je {\displaystyle b\gg a}, dostáváme přibližně potenciál koule.
Z Poissonovy rovnice lze odvodit hustota
{\displaystyle \rho _{MN}(R,z)=\left({\frac {b^{2}M}{4\pi }}\right){\frac {aR^{2}+\left(a+3{\sqrt {z^{2}+b^{2}}}\right)\left(a+{\sqrt {z^{2}+b^{2}}}\right)^{2}}{\left[R^{2}+\left(a+{\sqrt {z^{2}+b^{2}}}\right)^{2}\right]^{5/2}\left(z^{2}+b^{2}\right)^{3/2}}}}